# Eşmekaya, Hopa
Eşmekaya là một xã thuộc huyện Hopa, tỉnh Artvin, Thổ Nhĩ Kỳ. Dân số thời điểm năm 2010 là 363 người.